# Березина (Ходоровская городская община)
Березина (укр. Березина) — село в Ходоровской городской общине Стрыйского района Львовской области Украины.
Население по переписи 2001 года составляло 43 человека. Почтовый индекс — 81710. Телефонный код — 3239.